# Jared Isaacman
Jared Isaacman (* 11. února 1983) je americký podnikatel, pilot a astronaut – 568. člověk ve vesmíru. Je zakladatelem společnosti Draken International, soukromého poskytovatele leteckého výcviku, a společnosti Shift4 Payments, zpracovatele plateb. V červnu 2021 se jeho čisté jmění odhadovalo na 2,4 miliardy amerických dolarů. Byl iniciátorem, investorem a velitelem kosmické mise Inspiration4 a s ní související charitativní sbírky ve prospěch Dětské výzkumné nemocnice svatého Judy v Memphisu v Tennessee. Poté zafinancoval také program Polaris, plánovanou sérii 3 letů. Při prvním z nich, Polaris Dawn, dosáhl s posádkou rekordní výšky dráhy kosmického letu po oběžné dráze Země.

## Život a kariéra

### Raná léta
Jared Isaacman se narodil 11. února 1983 jako nejmladší ze čtyř dětí Douglase a Sandry Marie Isaacmanových. Rodina několik let žila ve Westfieldu v New Jersey, později v Bernards Township, součásti předměstské aglomerace New Yorku. Isaacman zde dokončil základní vzdělání, zahájil studium na střední škole Ridge High School a seznámil se svou budoucí manželkou Monicou Chacanovou (manželství uzavřeli až v roce 2012 a mají spolu dvě dcery). Ve stejné době také se svým nejlepším kamarádem Brendanem Lauberem využili technického nadání a ve sklepě domu Isaacmanových rodičů založili firmu na opravy počítačů s názvem Deco Systems.
Isaacman také pracoval v obchodě CompUSA v nedalekém Somerville ve státě New Jersey. O dva roky později jeho úsilí vyústilo v nabídku práce na plný úvazek od jednoho z klientů, společnosti Merchant Services International.

### Společnost pro maloobchodní platby
Během několika let práce pro svého zaměstnavatele si Isaacman uvědomil, že proces zpracování prodeje kreditních karet je příliš těžkopádný a drahý, což ho přivedlo na myšlenku zabývat se vývojem integrovaných řešení pro uživatelsky jednodušší zpracování maloobchodních plateb. V roce 2005 proto založil společnost United Bank Card se sídlem v Pensylvánii, později přejmenovanou na Harbortouch. Byl také jejím generálním ředitelem, od počátku ji dokázal udržet v zisku. V roce 2015 firma zpracovávala obchodní transakce v objemu 11 miliard amerických dolarů ročně od 60 000 obchodníků. To jí vytvářelo roční příjmy ve výši 300 milionů USD a s nimi i možnost převzetí dalších firem v oboru, včetně někdejšího Isaacsonova zaměstnavatele Merchant Services International. Harbortouch se v roce 2017 přejmenovala na Lighthouse Network a později na Shift4 Payments poté, co v roce 2018 získala dalšího poskytovatele platebních služeb, firmu Shift4 Corp. O dva roky později bylo uvedeno, že má kolem 1200 zaměstnanců a objem jejím prostřednictvím provedených platebních transakcí dosahuje 200 miliard dolarů ročně.

### Letecká škola
V roce 2012 Isaacson spoluzaložil společnost Draken International se sídlem na Floridě, která školí piloty pro ozbrojené síly USA a provozuje jednu z největších soukromých flotil stíhaček na světě.

## Létání
Isaacman se začal učit létat už v roce 2004. Má letovou kvalifikaci na řadu proudových letadel včetně vojenských a v roce 2011 získal bakalářský titul v oboru profesionální letectví na Embry-Riddle Aeronautical University. Vystupoval na leteckých show jako člen skupiny Black Diamond Jet Team. Ve svých 30 letech s aktivním létáním přestal.

### Světový rekord v obletu Země v lehkém proudovém letadle
V roce 2008 se pokusil vytvořit světový rekord v obletu zeměkoule v lehkém proudovém letadle. Dosáhl času 83 hodin, což na dosavadní rekord – 82 hodin – nestačilo. Pokus o rekord byl současně finanční sbírkou pro organizaci Make-A-Wish Foundation.
Na druhý pokus – v dubnu 2009 – byl Isaacman úspěšnější a světový rekord v letounu Cessna Citation CJ2 získal s časem 61 hodin, 51 minut a 15 sekund. S dalšími dvěma členy posádky přitom vynechal zastávky v Indii a Japonsku, kde při svém předchozím pokusu v roce 2008 nabral během přistání mnohahodinové zpoždění. Také tento let byl součástí charitativní sbírky pro nadaci Make-A-Wish.

## Kosmické lety

### 1. let – Inspiration4
V únoru 2021 Isaacman představil projekt Inspiration4, prvního plně soukromého pilotovaného letu do vesmíru a současně charitativního projektu s cílem získat 200 milionů dolarů ve prospěch Dětské výzkumné nemocnice svatého Judy v Memphisu v Tennessee. Sám Isaacman se zavázal věnovat nemocnici 100 milionů dolarů a uhradil náklady cesty za sebe – v pozici velitele letu – i za zbylé tři členy posádky. Během letového výcviku volací znak Rook (Havran).
Let lodi Crew Dragon Resilience trval bez několika desítek minut tři dny. Začal 16. září 2021 těsně po půlnoci světového času v Kennedyho vesmírném středisku na Floridě a skončil 18. září před půlnocí v Atlantském oceánu, asi 50 km od místa startu. Čtyři členové posádky během letu prováděli základní medicínské experimenty a užívali dosud nejlepšího výhledu, který kdy kosmická loď posádce poskytla, prostřednictvím klenutého okna Cupola, umístěného na špičce lodi místo obvyklého dokovacího zařízení pro připojení k Mezinárodní vesmírné stanici.

### 2. let – Polaris Dawn
Mise Polaris Dawn zamýšlená jako první z tří částí programu Polaris financovaného Isaacmanem si stanovila náročné cíle – především překonat výškový rekord při letu po oběžné dráze Země (1387 km), stanovený při letui Gemini 11 v roce 1966, a podniknout první soukromý výstup do vesmíru v nových skafandrech, které vyvinula společnosti SpaceX. V lodi Resilience známé Isaacmanovi již z jeho první mise, ho doprovodili Scott Poteet, Sarah Gillisová, Anna Menonová. Start se po opakovaných odkladech uskutečnil 10. září 2024.
Hned během prvního dne spolu se zbytkem posádky dosáhl největší historicky vzdálenosti od Země při letu kosmické lodi po oběžné dráze, 1 408,1 km. Poté 12. září společně se Sarah Gillisovou opustil kabinu kosmickou Crew Dragon Resilience – v nově vyvinutém skafandru SpaceX pro vycházky do vesmíru stál 8 minut (zhruba od 10:48 do 10:56 UTC) v otevřeném průlezu z kabiny, připojen k lodi hadicí pro přísun vzduchu a energií a s podporou zábradlí připomínajícího schůdky pro vstup do plaveckého bazénu. Do statistik mu bylo připsán výstup o délce 1 hodiny a 46 minut, tedy doby pobytu v nehermetizovaném prostředí.
Mise skončila úspěšným přistáním u břehů Floridy 15. září 2024, po bezmála pěti dnech letu.

## Zajímavosti
Během mise Inspiration4 Isaacman uzavřel historicky první známou sportovní sázkou z vesmíru, když nad Las Vegas vsadil na Národní ligu amerického fotbalu (NFL) u sázkové kanceláře BetMGM.
Jedním z letadel, pro které Isaacson získal letovou licenci, je L-39 Albatros z české společnosti Aero Vodochody. Létal v něm také během svých vystoupení na leteckých show s Black Diamond Jet Team a je majitelem celkem 4 letounů tohoto typu.
Nově zvolený americký prezident Donald Trump Isaacmana 4. prosince 2024 nominoval do funkce ředitele NASA (nejvyššího představitele agentury). Trumpův návrh 30. dubna 2025 podpořil výbor pro obchod, vědu a dopravu Senátu USA, definitivní schválení by musel provést celý Senát. Jednání k tomu bylo svoláno, ale ještě před jeho konáním – 31. května 2025 – Trump Isaacmanovu nominaci stáhl. Bílý dům změnu postoje vysvětlil potřebou, aby příští vedoucí pracovník NASA byl v naprostém souladu s prezidentovým programem America First.